# بدو فلسطين
سكنت القبائل البدوية بر الشام أو أرض كنعان (فلسطين) منذ الازل، وتعود جذور بعضهم إلى شبه الجزيرة العربية والبعض الآخر تعود جذوره إلى شبه جزيرة سيناء في مصر.

## فئات البدو في فلسطين وتاريخهم

### بدو الشمال
وهم يسكنون شمال فلسطين (منطقة الجليل). وتعود جذور جميع قبائل البدو في شمال فلسطين إلى جزيرة العرب من الحجاز والعراق، ومن أكبر هذه القبائل هي قبيلة (السواعد من الأنصار)وقبيلة النعيم وهذه القبائل تعود اصولهم الئ العراق. اعداد هذه القبائل تتجاوز ال 50 الف نسمة يقطنون معظمهم في مدينة (شفاعمرو) و (وادي سلامه)و (عرب النعيم)

### بدو المثلث والضفة الغربية
وهم يسكنون وسط فلسطين. وتعود جذور فئة كبيرة من بدو المثلث و الضفة الغربية إلى جزيرة العرب (الحجاز) وفئات قليلة تعود جذورها الي منطقة سيناء والضفة الغربية
بدو المثلث والضفة الغربية

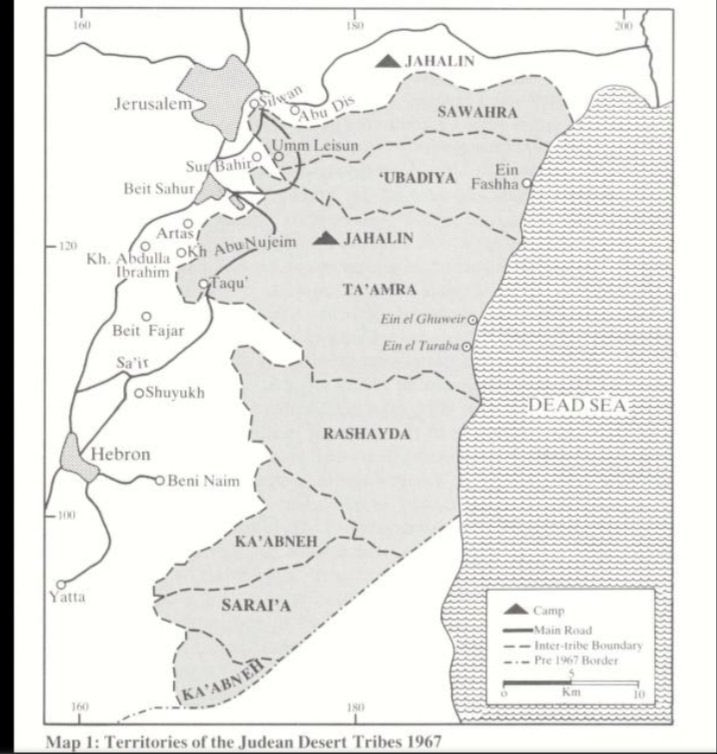

1 - عرب التعامرة في محافظة بيت لحم وجزء منهم بالاغوار.
2- عرب ابن عبيد (العبيدية) وهي تجمع بدوي في فلسطين وأراضيهم بين جبل القدس شرقا والبحر الميت غربا، بين أراضي عرب السواحرة في الشمال وغرب التعامرة في الجنوب.
3 - عرب الكعابنة ينتشرون بالغور والزويديين بالخليل.
4 - بدو الجهالين ينتشرون بالاغوار شرق القدس وجنوب الخليل.
5 - عرب السواحرة ينتشرون بقرى شرق القدس مثل السواحرة الشرقية.
6 - بعض عائلات عشائر العزازمة من بئر السبع ينتشرون شرق الخليل.

### بدو الشاسو
وكانوا يسكنون جنوب فلسطين. يستطع المؤرخون ان يتاكدو من اين كانت نشات قبائل الشاسو إلا أنه جاء ذكرهم في تاريخ مصر القديم بانهم قبائل بدوية كنعانية (فلسطينيه) سكنوا الصحراء في جنوب فلسطين منذ الازل، بالتحديد في بئر السبع وقضائها و قطاع غزة ويعود نسلهم إلى العمالقة، وجدهم عمليق بن لاود بن سام بن نوح (عليه السلام) وهم من العرب العاربة، أطلق عليهم مؤرخو اليونان اسم (الهكسوس)، (هيك) بمعنى (الملك) و (سوس) بمعنى (الراعي)، أي بمعنى ملوك الرعاة.
يذكر في التاريخ ان بدو الشاسو اشتهرو بشراستهم وقوتهم. ان بدو الشاسو يختلفون اختلاف تاما عن باقي فئات البدو في منطقة الجزيرة العربية فان الشاسو طورو نمط حياتهم حيث بدئو بتشييد الحصون وتطوير العتاد الحربي مثل سلاح المنجنيق (سلاح يوضع بداخله صخره كبيرة وتقذف داخل حصون العدو) والمدعات (مدرعة مصنوعة من الحديد والخشب تجرها الخيول) وطورو (الخوذة الحديدية) و (السيف الحديدي المنحني) و(القوس المركب) وكان تفوق الشاسو في السلاح يتركز فوق ذلك على إستعمالهم البرونز.
اكد المؤرخون العرب ان بدو الشاسو هم من قوم (العماليق) القدماء والذين اشتهرو بطول وضخامة وقوة اجسامهم قد وصف طول أحد ملوكهم ويدعى (جليات) أو (جالوت) ان طوله كان 11 قدما (3 امتار ونصف المتر).
خاضت قبائل الشاسو عدة حروب ومعارك ضد الفراعنة (ملوك مصر) حيث أن بدو الشاسو سيطرو على جميع أجزاء جنوب الشام بما في ذلك القسم الجنوبي من سوريا والقسم الجنوبي من لبنان والساحل المصري الشمالي (صحراء سيناء المصرية) واخضعوها لحكمهم لسنين طويلة إلى أن تزعزعت صفوفهم من الجهة المصرية وتراجعو الي خطوطهم الأولى في جنوب فلسطين، كذلك خاضو عدة حروب ضد بني إسرائيل (اليهود) وأشهر هذه الحروب حرب (جالوت وطالوت) والتي انتصر بها اليهود على الشاسو، وحرب (سيتى الأول) عندما اجتاحت الجيوش المصرية جنوب فلسطين أو (صحراء فلسطين) بقيادة الملك المصري (من ماعت رع) وكان هدف هذه الحرب تطهير جنوب فلسطين من قبائل الشاسو التي كانت تقطع وتنهب قوافل التجارة المصرية التي كانت تاتي من أفريقيا وتمر من جنوب فلسطين وصولا إلى اسيا والعكس.